# Supercopa Argentina de Voleibol Masculino de 2018
A Supercopa Argentina de Voleibol Masculino de 2018, oficialmente Supercopa Master Banco Nación 2018 por questões de patrocínio, foi a 9.ª edição deste torneio organizado anualmente pela Associação de Clubes da Liga Argentina de Voleibol (ACLAV). O torneio ocorreu de 11 a 13 de outubro e contou com a presença de quatro equipes argentinas.
Na final inédita protagonizada pelas equipes do Libertad Burgi Vóley e UNTreF Voley, a equipe do Libertad conquistou seu primeiro título ao vencer a partida final em 4 sets. Na disputa do terceiro lugar, o Ciudad Vóley completou o pódio ao derrotar o PSM Voley em 3 sets a 1.

## Regulamento
O torneio foi disputado em sistema eliminatório, nas fases semifinais, disputa pelo terceiro lugar e final.

## Local das partidas
| San Jerónimo Norte, Argentina |
| ----------------------------- |
| Estadio La Calderita          |
| Capacidade: 1 200             |

## Equipes participantes
As seguintes equipes se qualificaram para a Supercopa Argentina de 2018.
| Equipe               | Cidade                    | Qualificação                    | Última participação |
| -------------------- | ------------------------- | ------------------------------- | ------------------- |
| Ciudad Vóley         | Buenos Aires              | Campeão da Copa ACLAV de 2017   | 2015                |
| UNTreF Voley         | Caseros                   | Campeão da Copa Desafío de 2017 | 2015                |
| Libertad Burgi Vóley | San Jerónimo Norte        | Organizador                     | Estreante           |
| PSM Voley            | Puerto General San Martín | 7.º colocado na LVA de 2017–18  | Estreante           |

Observação: As equipes do UPCN Vóley Club (campeão da LVA), Bolívar Vóley (último vice-campeão da LVA) e Obras de San Juan (campeão da Copa Argentina) desistiram de competir o torneio.

## Resultados
|  | Semifinais           | Semifinais   |                      |   | Final | Final |
|  |                      |              |                      |   |       |       |
|  |                      |              |                      |   |       |       |
|  |                      |              |                      |   |       |       |
|  | Libertad Burgi Vóley | 3            |                      |   |       |       |
|  | Libertad Burgi Vóley | 3            |                      |   |       |       |
|  | PSM Voley            | 0            |                      |   |       |       |
|  | PSM Voley            | 0            | Libertad Burgi Vóley | 3 |       |       |
|  |                      |              | Libertad Burgi Vóley | 3 |       |       |
|  |                      | UNTreF Voley | 1                    |   |       |       |
|  | Ciudad Vóley         | UNTreF Voley | 1                    | 0 |       |       |
|  | Ciudad Vóley         |              |                      | 0 |       |       |
|  | UNTreF Voley         | 3            |                      |   |       |       |
|  | UNTreF Voley         | 3            | Terceiro lugar       |   |       |       |
|  |                      |              |                      |   |       |       |
|  |                      |              |                      |   |       |       |
|  |                      |              |                      |   |       |       |
|  | Ciudad Vóley         | 3            |                      |   |       |       |
|  | Ciudad Vóley         | 3            |                      |   |       |       |
|  | PSM Voley            | 1            |                      |   |       |       |

- As partidas seguem o horário local (UTC−3).

### Semifinais
| Data   | Hora  |                      | Placar |              | Set 1 | Set 2 | Set 3 | Set 4 | Set 5 | Total | Relatório |
| ------ | ----- | -------------------- | ------ | ------------ | ----- | ----- | ----- | ----- | ----- | ----- | --------- |
| 11 out | 21:00 | Libertad Burgi Vóley | 3–0    | PSM Voley    | 25–21 | 25–13 | 25–15 |       |       | 75–49 | Relatório |
| 12 out | 21:00 | Ciudad Vóley         | 0–3    | UNTreF Voley | 18–25 | 19–25 | 20–25 |       |       | 57–75 | Relatório |

### Terceiro lugar
| Data   | Hora  |              | Placar |           | Set 1 | Set 2 | Set 3 | Set 4 | Set 5 | Total | Relatório |
| ------ | ----- | ------------ | ------ | --------- | ----- | ----- | ----- | ----- | ----- | ----- | --------- |
| 13 out | 19:00 | Ciudad Vóley | 3–1    | PSM Voley | 25–21 | 20–25 | 28–26 | 25–15 |       | 98–87 | Relatório |

### Final
| Data   | Hora  |                      | Placar |              | Set 1 | Set 2 | Set 3 | Set 4 | Set 5 | Total  | Relatório |
| ------ | ----- | -------------------- | ------ | ------------ | ----- | ----- | ----- | ----- | ----- | ------ | --------- |
| 13 out | 21:30 | Libertad Burgi Vóley | 3–1    | UNTreF Voley | 23–25 | 25–21 | 25–15 | 31–29 |       | 104–90 | Relatório |

## Premiação
| Supercopa Argentina de 2018               |
| Santa Fé (província)                      |
| ----------------------------------------- |
| Libertad Burgi Vóley Campeão (1.º título) |